# ギャレット・ウィルソン
ギャレット・ ウィルソン（Garrett  Wilson, 2000年7月22日 - ）は、アメリカ合衆国オハイオ州コロンバス出身のプロアメリカンフットボール選手。NFLのニューヨーク・ジェッツに所属している。ポジションはワイドレシーバー。

## 経歴

### カレッジ
2019年にオハイオ州立大学のトゥルーフレッシュマンとして、ウィルソンは14試合全てに出場し、30回のキャッチで432ヤード、5タッチダウンを記録した。2020年に入ってアウトサイドレシーバーからスロットレシーバーに役割を変え、100ヤード以上のレシーブを4試合連続で記録するなど大きな飛躍を見せた。2021年12月27日、ウィルソンは2022年のローズボウルには出場せず、 2022年のNFLドラフトに参加することを発表した。

### 大学時代の成績
| 2019     | 30  | 432   | 14.4 | 47 | 5  | 0 | 0   | 0.0  | 0  | 0 |
| 2020     | 43  | 723   | 16.8 | 65 | 6  | 2 | 67  | 33.3 | 62 | 0 |
| 2021     | 70  | 1,058 | 15.1 | 77 | 12 | 4 | 76  | 19.0 | 51 | 1 |
| キャリア | 143 | 2,213 | 15.5 | 77 | 23 | 6 | 143 | 23.8 | 62 | 1 |

### ニューヨーク・ジェッツ
| 5 ft 11+3⁄4 in (182 cm)     | 183 lb (83 kg) | 32 in (81 cm) | 9+7⁄8 in (25 cm) | 4.38 s | 1.53 s | 2.56 s | 4.36 s | 36.0 in (91 cm) | 10 ft 3 in (3.12 m) |
| All values from NFL Combine |                |               |                  |        |        |        |        |                 |                     |

ウィルソンは、2022年のNFLドラフトで1巡目全体10位で指名され、ニューヨーク・ジェッツに入団した。この指名権は、2020年にジャマール・アダムスをシアトル・シーホークスにトレードしたときに獲得したものだった。
2025年4月30日、チームから5年目の契約オプションを行使された。

## NFLキャリア成績
| 年       | チーム   | 試合 | 試合 | レシーブ | レシーブ   | レシーブ       | レシーブ       | レシーブ | ラン | ラン       | ラン           | ラン           | ラン | ファンブル | ファンブル |
| 年       | チーム   | 出場 | 先発 | 回数     | 獲得ヤード | 平均獲得ヤード | 最長獲得ヤード | TD       | 回数 | 獲得ヤード | 平均獲得ヤード | 最長獲得ヤード | TD   | 回数       | ロスト     |
| -------- | -------- | ---- | ---- | -------- | ---------- | -------------- | -------------- | -------- | ---- | ---------- | -------------- | -------------- | ---- | ---------- | ---------- |
| 2022     | NYJ      | 2    | 1    | 12       | 154        | 12.8           | 31             | 2        | 1    | −2         | −2.0           | −2             | 0    | 0          | 0          |
| キャリア | キャリア | 2    | 1    | 12       | 154        | 12.8           | 31             | 2        | 1    | −2         | −2.0           | −2             | 0    | 0          | 0          |